# 류싱
류싱(중국어: 刘星 유성, 1984년 12월 10일~)은 중국의 바둑 기사이다. 1995년 프로가 되었고 2004년 7단에 올랐다.

## 경력
- 1999년 전국개인전 5위
- 2001년 제3회 아함동산배 우승 (대 마샤오춘)
- 2003년 제3회 이광배 준우승 (대 쿵제)
- 2004년 제4회 이광배 준우승 (대 창하오)
- 2005년 초상은행배 속기전 우승 (대 구리, 제17회 TV 바둑 아시아 선수권대회 출전
- 2006년 제8회 아함동산배 우승 (대 뤄시허) 제8회 중일 아함동산배 우승 (대 장쉬)
- 2007년 제9회 아함동산배 우승 (대 쿵제), 제9회 중일 아함동산배 우승 (대 장쉬)
- 2008년 제4회 창기배 준우승 (대 구리 1:2), 제5회 창기배 준우승 (대 추쥔 1:2), 제6회 잉씨배 4강
- 2010년 제2회 BC카드배 64강, 광저우 아시안게임 남자단체 은메달
- 2011년 제8회 창기배 준우승 (대 구리 0:2)
- 2012년 제4회 BC카드배 16강, 제17회 LG배 32강